# Huécija
Huécija és una localitat de la província d'Almeria, Andalusia. L'any 2005 tenia 539 habitants. La seva extensió superficial és de 19 km² i té una densitat de 28,4 hab/km². Les seves coordenades geogràfiques són 36° 58′ N, 2° 36′ O. Està situada a una altitud de 410 metres i a 31 kilòmetres de la capital de la província, Almeria.

## Demografia
| 1996 | 1998 | 1999 | 2000 | 2001 | 2002 | 2003 | 2004 | 2005 | 2006 |
| ---- | ---- | ---- | ---- | ---- | ---- | ---- | ---- | ---- | ---- |
| 537  | 532  | 531  | 558  | 551  | 560  | 551  | 551  | 539  | 533  |

## Administració
| 2007-2011 | Juán José Ramírez Andrés    | PSOE        |
| 2003-2007 | Juán José Ramírez Andrés    | PSOE        |
| 1999-2003 | Juán José Ramírez Andrés    | PSOE        |
| 1995-1999 | Juán José Ramírez Andrés    | Independent |
| 1991-1995 | José Rafael Solvas Salmerón | PP          |
| 1987-1991 | José Lázaro Sánchez         | Independent |
| 1983-1987 | Juán Cantón Cortés          | PSOE        |
| 1979-1983 | José Lázaro Sánchez         | Independent |